# Errol Véla
Pour les articles homonymes, voir Vela.
 (décembre 2014).
Errol Véla, né en 1975 à Marseille, est un botaniste et naturaliste français. Docteur en écologie végétale, il est spécialisé dans la taxonomie et la conservation des plantes vasculaires des écosystèmes méditerranéens, et notamment les Orchidées et autres géophytes. Il est enseignant-chercheur à la Faculté des Sciences de l'Université de Montpellier et au sein de l'unité mixte de recherche AMAP.
Un hybride occasionnel, Ophrys x velae Duthilleul & R.Martin (O. flammeola x O. lutea), lui est dédié. Il est l'auteur ou co-auteur d'une vingtaine de créations ou combinaisons nomenclaturales nouvelles.

### Ouvrages
- Errol Véla et Thierry Tatoni (dir.), Biodiversité des milieux ouverts en région méditerranéenne : le cas de la végétation des pelouses sèches du Lubéron (Provence calcaire) (Thèse de doctorat en Biologie des Populations et Ecologie), Université Paul Cézanne, 2002, 383 p. (lire en ligne).
- Édouard Le Floc'h, Loutfy Boulos et Errol Véla, Catalogue synonymique commenté de la flore de Tunisie, Tunis, Ministère de l’Environnement et du Développement durable, 2010, 500 p. (lire en ligne).
- Roland Martin, Errol Véla et Ridha Ouni, Orchidées de Tunisie, Société botanique du Centre-Ouest, 2015, 500 p. (ISBN 978-9938-9508-0-9, présentation en ligne)
- Errol Véla, De l’inventaire de la biodiversité aux priorités de conservation dans le hotspot du bassin méditerranéen : peut-on combler les déficits de connaissance ? (habilitation à Diriger des Recherches), Université de Montpellier, 2018, 64 p. (ISBN 978-2-900082-09-6, lire en ligne)
- (en) Sami Youssef, Ali Galalaey, Ahmed Mahmood, Honar Mahdi et Errol Véla, Wild orchids of the Kurdistan Region areas : a scientific window on the unexpected nature of North-Western Zagros, La Motte-d’Aigues (FR), Société Méditerranéenne d’Orchidologie, 2019, 164 p. (ISBN 978-2-900082-08-9, lire en ligne)
- Roland Martin, Khellaf Rebbas & Errol Véla (édit..), Y. Beghami, A.F. Bougaham, R. Bounar, L. Boutabia, G. de Bélair, A.D. Filali, M. Haddad, K. Hadji, T. Hamel, K. Kreutz, A. Madoui, W. Nemer, S. Telaïlia & S. Ludinant (contrib.), Étude cartographique des orchidées de Kabylie, Numidie, Aurès (Algérie), La Motte-d’Aigues (FR), Société Méditerranéenne d’Orchidologie, 2020, 60 p.  (ISBN 978-2-9557893-3-9) [lire en ligne]

### Participation à des ouvrages de référence
- Errol Véla et Jean-Marc Tison, « Ophrys », dans Jean-Marc Tison, Philippe Jauzein et Henri Michaud, Flore de France méditerranéenne continentale, Naturalia, 2014, 2078 p. (présentation en ligne).
- Errol Véla et Jean-Marc Tison, « Serapias », dans Jean-Marc Tison, Philippe Jauzein et Henri Michaud, Flore de France méditerranéenne continentale, Naturalia, 2014, 2078 p. (présentation en ligne).
- Errol Véla et Jean-Marc Tison, « Ophrys », dans Jean-Marc Tison et Bruno de Foucault, Flora gallica : Flore de France, Biotope, 2014, 1195 p. (présentation en ligne).
- Errol Véla et Jean-Marc Tison, « Anacamptis », dans Jean-Marc Tison et Bruno de Foucault, Flora gallica : Flore de France, Biotope, 2014, 1195 p. (présentation en ligne).

### Articles
Ses publications dans des revues scientifiques sont mis en ligne sur Academia et sur Research Gate et/ou HAL archives ouvertes.